# 神山县 (唐朝)
神山县，中國古县名。
唐朝武德四年（621年）改浮山县置，治所在今山西省浮山县东南，属晋州。後唐時徙治今浮山县但所属不改。北宋时属平阳府。至金朝大定七年（1167年）复改為浮山县。